# Constante de Ramanujan-Soldner

Gráfico de funciones de li

En matemáticas, la constante de Ramanujan-Soldner (o simplemente constante de Soldner) es una constante matemática definida como la única raíz positiva de la función integral logarítmica. Se llama así en honor a Srinivasa Ramanujan y Johann Georg von Soldner.
Su valor es, aproximadamente, μ ≈ 1,451369234883381050283968485892027449493…
Como la integral logarítmica se define como
{\displaystyle \mathrm {li} (x)=\int _{0}^{x}{\frac {dt}{\ln t}},}
se tiene
{\displaystyle \mathrm {li} (x)\;=\;\mathrm {li} (x)-\mathrm {li} (\mu )}
{\displaystyle \int _{0}^{x}{\frac {dt}{\ln t}}=\int _{0}^{x}{\frac {dt}{\ln t}}-\int _{0}^{\mu }{\frac {dt}{\ln t}}}
{\displaystyle \mathrm {li} (x)=\int _{\mu }^{x}{\frac {dt}{\ln t}},}
lo que facilita el cálculo para enteros positivos. Además, como la función integral exponencial satisface la ecuación
{\displaystyle \mathrm {li} (x)\;=\;\mathrm {Ei} (\ln {x})},
se tiene que la única raíz positiva de la integral exponencial se produce en el logaritmo natural de la constante de Ramanujan-Soldner, cuyo valor es aproximadamente ln(μ) ≈ 0,372507410781366634461991866…